# Batteriekopf
Le Batteriekopf est un sommet du massif des Vosges culminant à 1 311 mètres. Cette montagne borde la route des Crêtes et est située immédiatement au sud du Rothenbachkopf, à cheval sur les communes de Wildenstein et de Metzeral.

## Activités
Le versant sud est un site remarquable pour l'activité de vol de pente avec des planeurs radiocommandés ; le site permet l'évolution de toutes catégories de planeurs, selon un vent d'est, avec une bonne dynamique au-dessus des rochers.

## Protection environnementale
Une partie du versant ouest du Batteriekopf est incluse dans la réserve naturelle régionale des hautes-chaumes du Rothenbach qui vise à préserver les pelouses sommitales.